# Pompignan, Tarn-et-Garonne

Pompignan este o comună în departamentul Tarn-et-Garonne din sudul Franței. În 2009 avea o populație de 1.355 de locuitori.

## Monumente

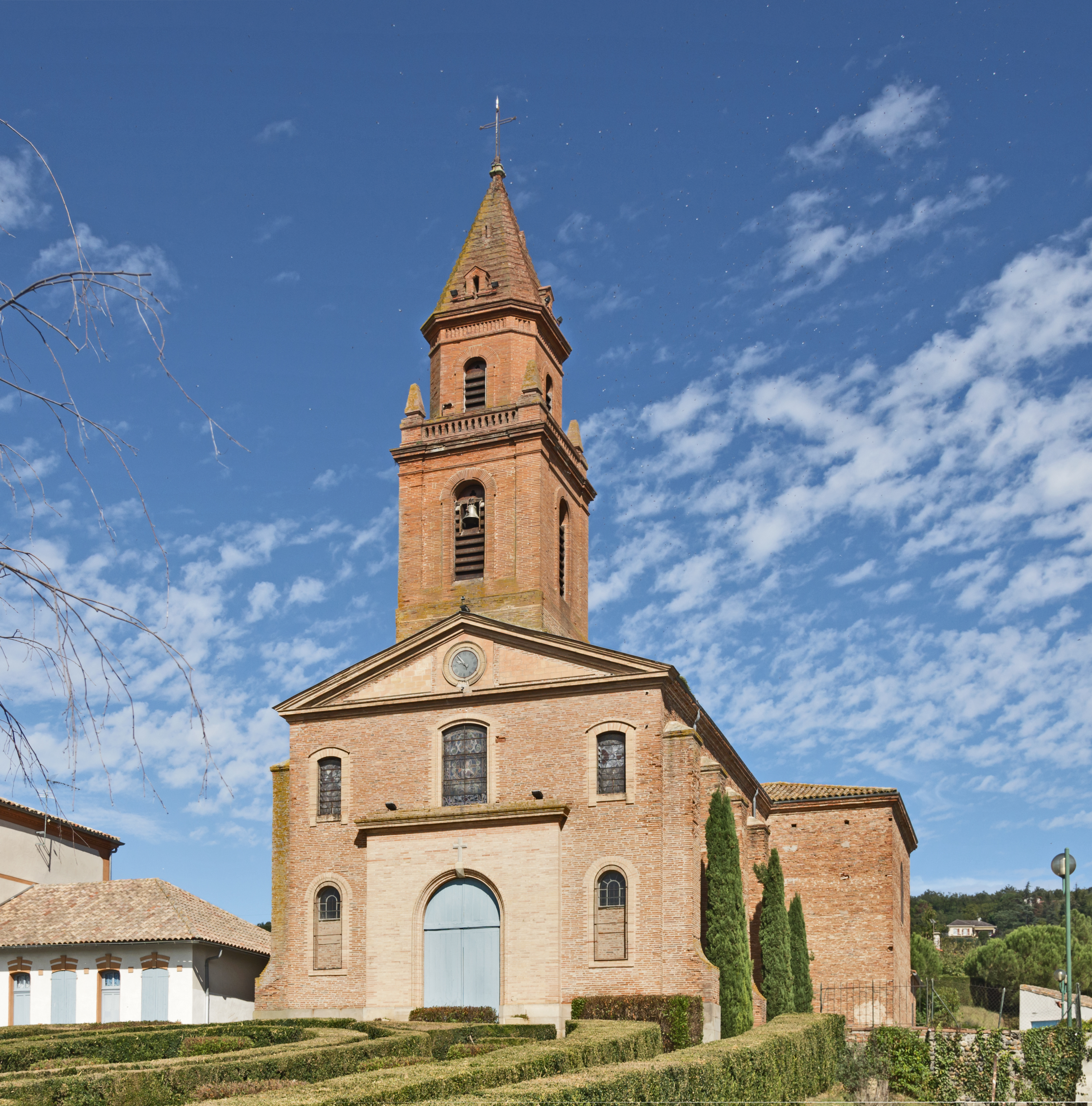
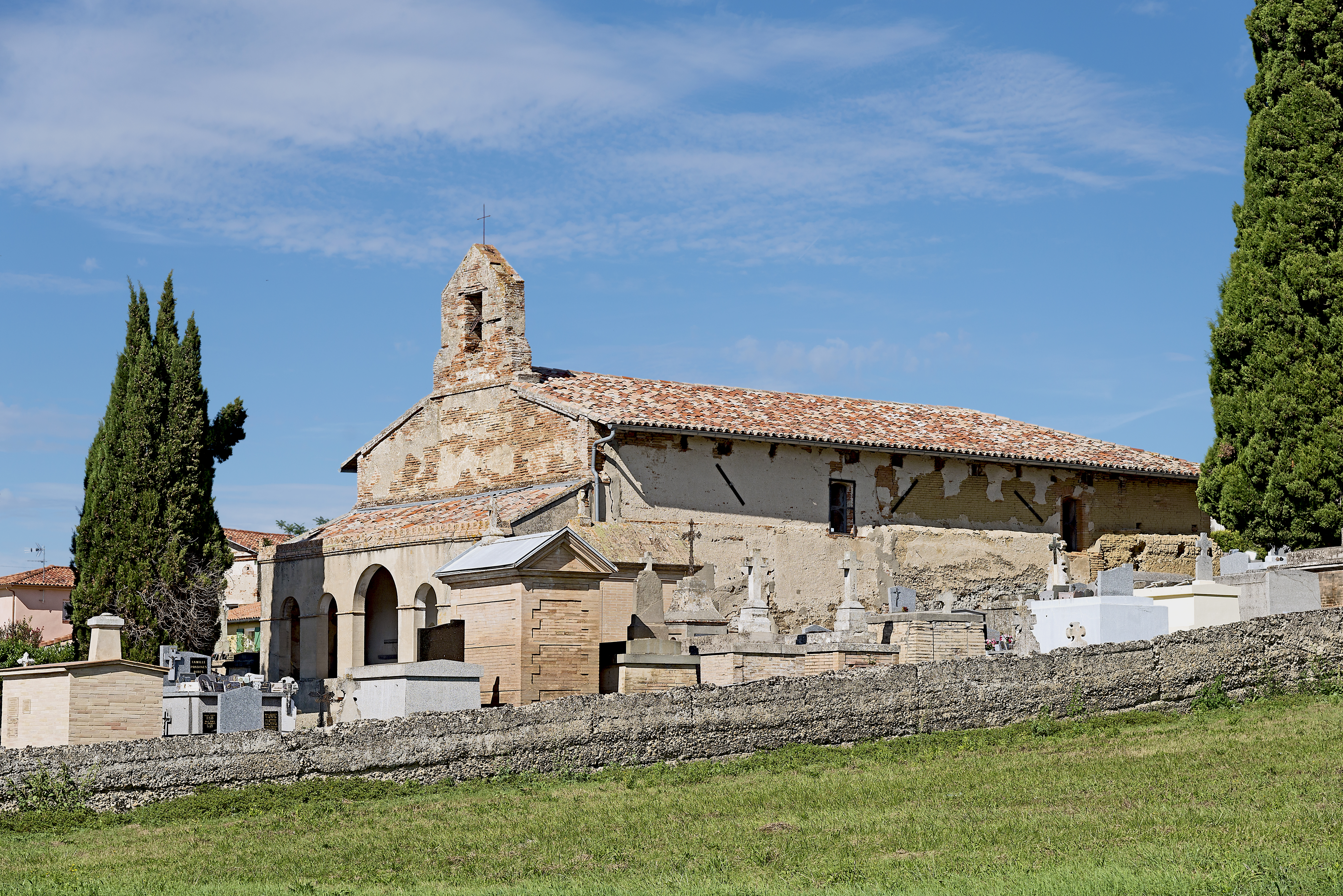
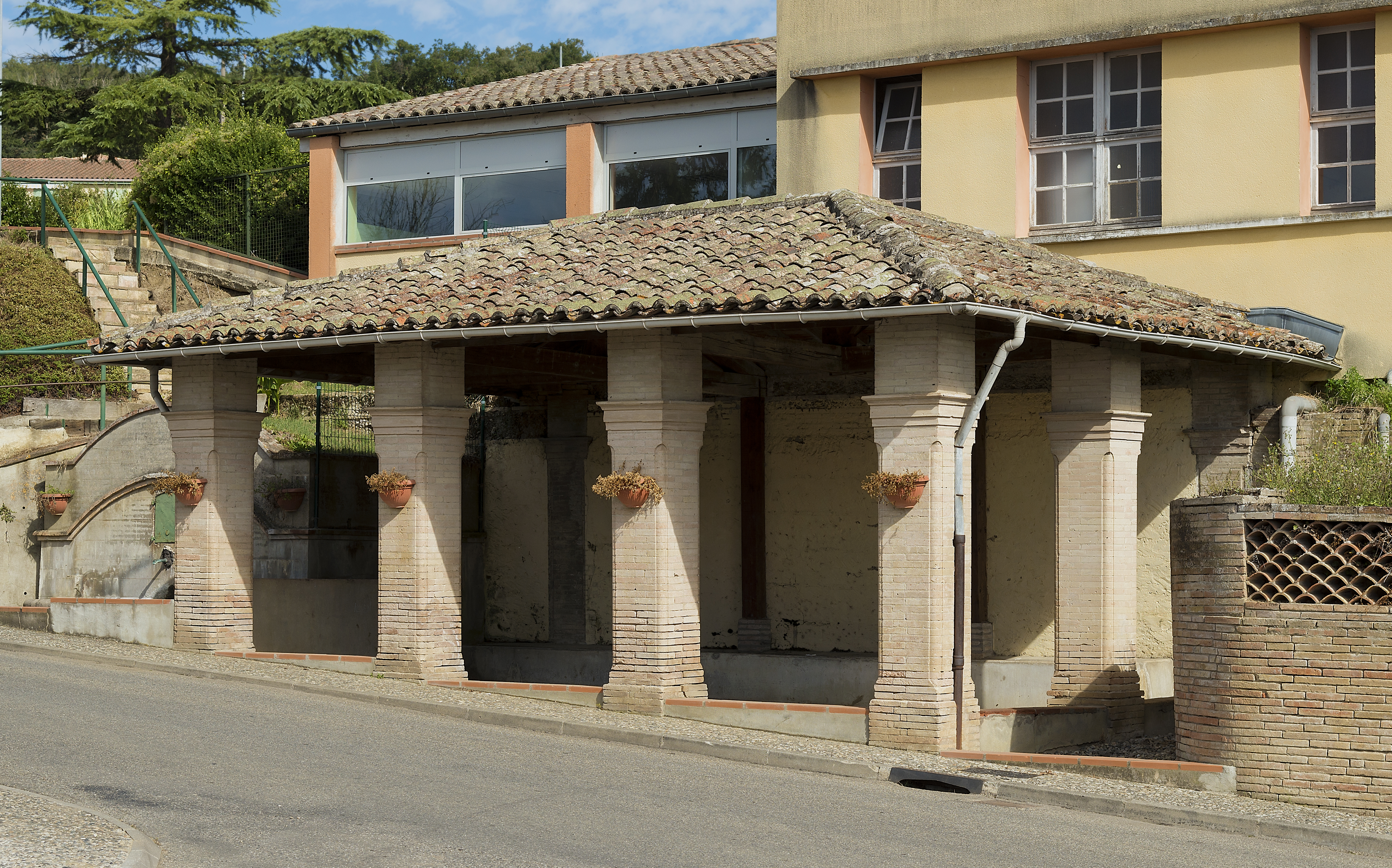

## Evoluția populației
| An        | 1975 | 1982 | 1990 | 1999  | 2006  | 2009  |
| --------- | ---- | ---- | ---- | ----- | ----- | ----- |
| Populație | 558  | 731  | 864  | 1.012 | 1.277 | 1.355 |